# Revoz
Revoz er en slovensk bilproducent og et datterselskab til Renault. Fabrikken er lokaliseret i Novo Mesto, og det er den eneste bilproducent i Slovenien. Selskabet blev etableret i 1988 som et joint venture mellem Renault og Industrija Motornih Vozil. I 2004 blev det et helejet datterselskab til Renault. Årligt fremstilles der 141.670 biler.